# Robert N. Stanfield

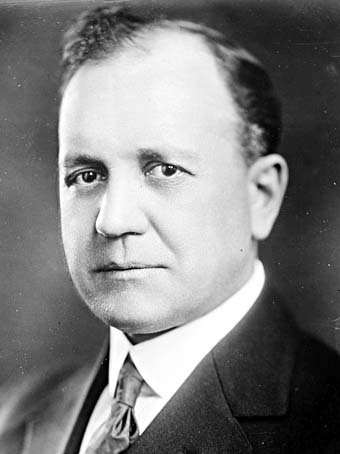
Robert N. Stanfield

Robert Nelson Stanfield, född 9 juli 1877 i Umatilla County, Oregon, död 13 april 1945 i Weiser, Idaho, var en amerikansk politiker. Han representerade delstaten Oregon i USA:s senat 1921–1927.
Stanfield var verksam inom bankbranschen och boskapsindustrin. Han gick med i Republikanska partiet. Han tjänstgjorde 1917 som talman i Oregons representanthus.
Stanfield efterträdde 1921 George Earle Chamberlain som senator för Oregon. Han ställde upp för omval som obunden i senatsvalet 1926 och besegrades av republikanen Frederick Steiwer.
Stanfield avled 1945 och gravsattes på Hillcrest Cemetery i Weiser, Idaho.